# همخوان نرم‌کامی

واجگاه (کارا و ناکارا): ۱. برون‌لبی، ۲. درون‌لبی، ۳. دندانی، ۴. لثه ای، ۵. پس‌لثه ای، ۶. پیش‌کامی، ۷. کامی، ۸. نرمکامی، ۹. زبانکی، ۱۰. گلویی، ۱۱. چاکنایی، ۱۲. برون‌چاکنایی، ۱۳. ریشه‌ای، ۱۴. پس‌پسینی، ۱۵. پیش‌پسینی، ۱۶. تیغه‌ای، ۱۷. نوکی و ۱۸. زیرنوکی

ناحیه نرم قسمت عقب سقف دهان را نرم‌کام می‌گویند. صامتهایی را که با قرار گرفتن زبان در این موقعیت ایجاد شوند همخوان نرم‌کامی (انگلیسی: Velar consonant) می‌گویند.
همخوان نرمکامی ویژگی همخوانی است که در تولید آن زبان به نرمکام نزدیک می‌شود یا در تماس با آن قرار می‌گیرد.
همخوان نرمکامی  [k] پربسامدترین همخوان در زبان‌های بشری است.
از دیگر همخوان‌های نرمکامی واجی است که در پایان واژه هوشنگ و در آغاز واژه گیتا شنیده می‌شود.